# Ulrich Schwarz (Ratsherr)

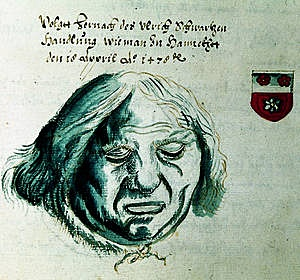
Ulrich Schwarz, aus der Chronik des Burkhard Zingg

Ulrich Schwarz (* 1422 in Augsburg; † 14. April 1478 ebenda) war Ratsherr und Stadtpfleger in Augsburg.

## Leben
Schwarz stammte aus einer um 1400 aus Rettenbergen nach Augsburg zugewanderten Zimmermannsfamilie. Ab 1459 war er Ratsherr der Zimmermannszunft und gelangte im Jahr 1467 in den Führungszirkel der Dreizehner, den Ratsausschüssen. Im Jahr 1469 wurde er erstmals zum Stadtpfleger gewählt. Die nächsten sieben Jahre wurde Schwarz jeweils wiedergewählt. Der Erfolg in der Augsburger Politik gelang ihm durch die Überwindung wirtschaftlicher Probleme in der Mitte des 15. Jahrhunderts. Er sorgte für eine stärkere Gleichstellung der Zünfte im Rat. Eine Fehde mit anderen starken politischen Personen Augsburgs bedeutete schließlich das Ende seiner Amtszeit. 
Schwarz sorgte um 1475 dafür, dass Johann Vittel als besoldeter Gesandter an den kaiserlichen Hof geschickt wurde, wo er sich kritisch über die politischen Verhältnisse in Augsburg äußerte. Schwarz bezichtigte ihn des Eidbruchs. Johann und sein Bruder Leonhard Vittel starben daraufhin am 19. April 1477 auf dem Schafott. Diese Hinrichtung führte zum Sturz von Ulrich Schwarz und dazu, dass er am 14. April 1478 am Galgen hingerichtet wurde.
Nach Ulrich Schwarz ist eine Straße in Augsburg-Pfersee benannt.